# تپه شیرامین
تپه شیرامین مربوط به پیش از دوره اشکانیان است و در شهرستان آذرشهر، روستای شیرامین، جاده تبریزبه مراغه واقع شده و این اثر در تاریخ ۱ فروردین ۱۳۴۷ با شمارهٔ ثبت ۷۸۳ به‌عنوان یکی از آثار ملی ایران به ثبت رسیده است.